# I-66
I-66 (Interstate 66) — межштатная автомагистраль в восточной части Соединённых Штатов Америки. Общая протяжённость — 76,28 мили (122,76 км). Проходит по территории штата Виргиния и округа Колумбия.

## Маршрут магистрали
| Штат  | миль  | км     |
| ----- | ----- | ------ |
| VA    | 74,8  | 120,38 |
| DC    | 1,48  | 2,38   |
| Всего | 76,28 | 122,76 |

Interstate 66 — единственная межштатная магистраль, направляющаяся от Вашингтона на запад. Западный её конец располагается на пересечении с I-81, через 10 км она пересекает US 340 и US 522, а также реку Шенандоа. В округе Фокиер I-66 на протяжении 16 км соединена с US 17. В городке Хэймаркет магистраль пересекает US 15. В округе Фэрфакс I-66 пересекает US 29 и US 50, затем, приближаясь к Вашингтону, пересекает кольцевую магистраль I-495. Перед границей с округом Колумбия I-66 соединяется с US 50, однако сразу после её пересечения магистрали разъединяются. В округе Колумбия восточный конец I-66 располагается на очередном пересечнии с US 29.